# Stírka (usedlost)
Stírka (Štírka) je zaniklá usedlost v Praze 8-Libni, která stála mezi ulicemi Zenklova a Ke Stírce. V letech 1975 - 1985 byla chráněna jako kulturní památka České republiky.

## Historie

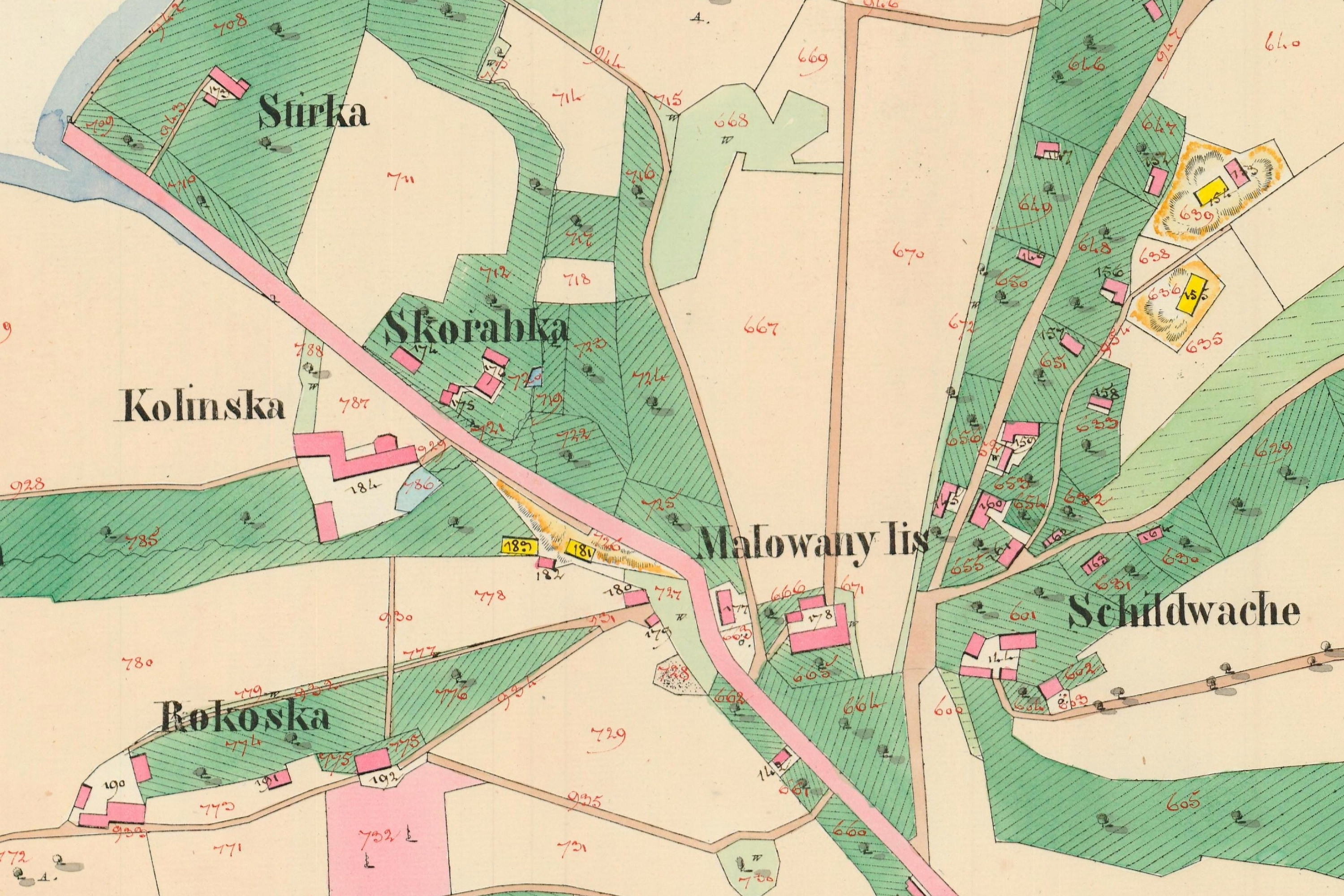
Horní Libeň na Císařském otisku mapy Stabilního katastru z roku 1841, Usedlost Stírka je vlevo nahoře.

Nejstarší záznam o vinici Stírka pochází z roku 1582. Nacházela se po pravé straně silnice z Libně na Kobylisy směrem k Okrouhlíku, návrší mezi Střížkovem a Kobylisy. Její součástí byla viniční věž z 15. století.
Koncem 16. století držel pozemky s vinicí Jan Roždial. V letech 1664 - 1677 byl jejím majitelem novoměstský rychtář Václav Jan Hoza, který vinici značně zhodnotil. Za jeho držby byla pravděpodobně postavena usedlost, v jejíž srubové konstrukci byl vyryt letopočet 1664.
Pruské války ve 40. letech 18. století vinici i usedlost zpustošily. V tomto stavu je koupil roku 1768 novoměstský měšťan Mathias Lippert. Z roku 1782, kdy vinici kupoval poslední měšťanský majitel Vojtěch Záruba, pochází první doložená zmínka o zdejších stavbách.
Poté se roku 1798 dostala vinice do majetku selské rodiny. Dědinovi, kteří vlastnili Stírku 150 let, přestali pěstovat vinnou révu a přeorientovali se na polní zemědělské plodiny. Po převzetí usedlosti Antonií Dědinovou a jejím manželem Matoušem Lejkou roku 1932 byly pozemky rozprodány na stavební parcely.

### Popis
Budovy seskupené kolem čtvercového dvora uzavírala ohradní zeď. Nejstarší jednopatrové stavení s věží stálo na východní straně. K němu přiléhala stodola s mlatem a maštale přistavěné roku 1892.

### Po roce 1945
Roku 1954 koupil Stírku Státní statek Ďáblice, který ji využíval jako ubytovnu pro své zaměstnance. Při výstavbě sídliště Stírka byly roku 1974 zbořeny všechny hospodářské budovy, obytné stavení pak strženo přes protesty památkářů roku 1986.